# Represent (álbum de Fat Joe)
Represent é o primeiro álbum de estúdio do rapper americano Fat Joe, então conhecido como Fat Joe da Gangsta. O single principal do álbum, "Flow Joe", alcançou o número 82 na Billboard Hot 100 no final de 1993. Em meados de 1994, ele lançou seu segundo single, "Watch The Sound", seguido de "The Shit Is Real", com um remix do DJ Premier, que apareceria no segundo álbum de Joe. 
| Críticas profissionais    | Críticas profissionais |
| Avaliações da crítica     | Avaliações da crítica  |
| Fonte                     | Avaliação              |
| ------------------------- | ---------------------- |
| AllMusic                  | [ 1 ]                  |
| RapReviews                | (7.5/10)               |
| Rolling Stone             | [ 3 ]                  |
| Rolling Stone Album Guide | [ 4 ]                  |

## Faixas
| N.º            | Título                                                                     | Produtor (es)  | Duração |  |
| 1.             | "A Word To da Wise"                                                        |                | 0:20    |  |
| 2.             | "Livin' Fat"                                                               | Lord Finesse   | 3:39    |  |
| 3.             | "My Man Ski"                                                               |                | 0:50    |  |
| 4.             | "Bad Bad Man"                                                              | Diamond D      | 3:50    |  |
| 5.             | "Watch The Sound" (part. Grand Puba e Diamond D)                           | Diamond D      | 4:22    |  |
| 6.             | "Flow Joe"                                                                 | Diamond D      | 4:17    |  |
| 7.             | "Da Fat Gangsta"                                                           | Diamond D      | 4:07    |  |
| 8.             | "Shorty Gotta Fat Ass"                                                     | Diamond D      | 3:19    |  |
| 9.             | "The Shit Is Real"                                                         | The Beatnuts   | 4:45    |  |
| 10.            | "You Must Be Out of Your Fuckin' Mind" (part. Apache e Kool G Rap)         | Diamond D      | 3:57    |  |
| 11.            | "I Got This In a Smash"                                                    | Showbiz        | 4:12    |  |
| 12.            | "Another Wild Nigger From the Bronx" (part. Gismo, Keith Keith & King Sun) | Chilly Dee     | 5:32    |  |
| 13.            | "Get On Up"                                                                | Diamond D      | 4:06    |  |
| 14.            | "I'm a Hit That"                                                           | Showbiz        | 2:25    |  |
| Duração total: | Duração total:                                                             | Duração total: | 49:34   |  |

## Créditos
- Gravado no Jazzy Jay's Recording Studio
- Mixado no Powerplay por Chris Conway
- Produtores: Diamond D, Lord Finesse, The Beatnuts, Showbiz e Chilly Dee
- Produtores executivos: Chris Lighty e Fat Joe
- Scratches: DJ Roc Raida e DJ Rob Swift
- Masterizado por Michael Sarsfield

## Gráficos
| Gráfico (1993)                          | Posição |
| --------------------------------------- | ------- |
| Estados Unidos (Top R&B/Hip Hop Albums) | 46      |